# Кея (Клуж)
Кея (рум. Cheia) — село у повіті Клуж в Румунії. Входить до складу комуни Міхай-Вітязу.
Село розташоване на відстані 298 км на північний захід від Бухареста, та 27 км на південь від Клуж-Напоки.

## Населення
За даними перепису населення 2002 року у селі проживали 595 осіб.
Національний склад населення села:
| Національність | Кількість осіб | Відсоток |
| -------------- | -------------- | -------- |
| румуни         | 465            | 78,2%    |
| угорці         | 129            | 21,7%    |

Рідною мовою назвали:
| Мова      | Кількість осіб | Відсоток |
| --------- | -------------- | -------- |
| румунська | 468            | 78,7%    |
| угорська  | 126            | 21,2%    |